# Dioscorea amaranthoides
Dioscorea amaranthoides är en enhjärtbladig växtart som beskrevs av Karel Presl. Dioscorea amaranthoides ingår i släktet Dioscorea och familjen Dioscoreaceae. Inga underarter finns listade i Catalogue of Life.